# Lucius Valerius Septimius Bassus
Lucius Valerius Septimius Bassus (fl. 379-383) était un homme politique de l'Empire romain.

## Vie
Fils de Lucius Valerius Maximus Basilius et de sa première femme Septimia.
Il était préfet de l'urbe de Rome en 379 et en 383.
Il s'est marié avec Adelphia, fille de Clodius Celsinus Adelphius et de sa femme Faltonia Betitia Proba. Ils ont eu pour fils Valerius Adelphius Bassus.